# Haneda Kendzsi
Haneda Kendzsi (Csiba, 1981. december 1. –) japán válogatott labdarúgó.

## Nemzeti válogatott
A japán U20-as válogatott tagjaként részt vett a 2001-es ifjúsági labdarúgó-világbajnokságon.